# Матрица времени
«Ма́трица вре́мени» (англ. Before I Fall; дословно — «Прежде чем я упаду») — американская драма режиссёра Ри Руссо-Янг. Сценарий фильма основан на романе Лорен Оливер «Прежде чем я упаду». Премьера в кинотеатрах США состоялась 3 марта 2017 года, в России — 27 июля.
Мировая премьера состоялась 21 января 2017 года на кинофестивале «Сандэнс».
Теглайн: «Чтобы вырваться из петли времени, ты должен найти себя».

## Сюжет
Старшеклассница Саманта Кингстон (Сэм) просыпается утром 12 февраля. Её обычный день в школе заканчивается вечеринкой. После неё девушка вместе с подругами попадает в аварию в 12:39 ночи, гибнет и просыпается снова утром 12 февраля. Видя, что все события этого дня в точности повторяются, Сэм начинает понимать, что попала во временную петлю, но в первый раз ничего не успевает предпринять и снова с подругами попадает в ту же минуту, в ту же аварию, а затем опять просыпается утром 12 февраля. В этот раз она просит подруг не ходить на вечеринку и подруги собираются у одной из них. В 12:39 ничего не происходит, но тут всем приходят SMS-сообщения, о том, что их одноклассница, Джулия, которую они нередко дразнили и оскорбляли, покончила жизнь самоубийством. Сэм с подругами ложатся спать, а на утро снова оказывается в своей постели 12 февраля и решив, что терять ей нечего, утром говорит всё, что на самом деле думает о своих подругах, прежде всего Линдси, которая являлась инициатором дразнилок Джулии. Днём в школе Сэм на равных общается с Джулией, а вечером, на вечеринке, продолжает разоблачать Линдси в её отношениях к окружающим. Тем не менее, Джулия сводит счёты с жизнью, о чём Сэм накануне сна получает SMS-сообщение. В следующем повторении Сэм, находясь на вечеринке, беседует со своим парнем, но едва услышав шум, бежит вслед за Джулией, пытаясь остановить её от необдуманного шага и та рассказывает о том, что когда Линдси было очень плохо из-за развода родителей, Джулия стала её верной подругой, но через некоторое время Линдси начала унижать и дразнить её перед всеми, свалив на Джулию свои недостатки. Саманта уговаривает Джулию не совершать самоубийство, но та, на глазах Сэм, бросается под проносящийся мимо автомобиль. Снова прожив 12 февраля, Сэм встречает Джулию прямо у входа на вечеринку и извиняется за себя и своих подруг, но Джулия убегает. Саманта догоняет её и пытается отговорить от самоубийства, но Джулия всё равно бросается под проезжающий автомобиль. Сэм успевает вытолкнуть её из-под колёс, но погибает сама.

## В ролях
| Актёр                 | Роль                   |
| --------------------- | ---------------------- |
| Зои Дойч              | Саманта «Сэм» Кингстон |
| Хелстон Сейдж         | Линдси Эджкомб         |
| Синти У               | Элли Харрис            |
| Медальон Рахими       | Элоди                  |
| Елена Кампурис        | Джульетта Сайкс        |
| Логан Миллер          | Кент Макфуллер         |
| Киан Лоули            | Роб Кокран             |
| Лив Хьюсон            | Анна Картуло           |
| Эрика Тремблэй        | Иззи Кингстон          |
| Дженнифер Билз        | мать Саманты           |
| Николас Ли            | Дэн Кингстон           |
| Диего Бонета          | мистер Дэймлер         |
| Клер Маргарет Корлетт | дьявол-купидон         |
| Роан Кертис           | Мэриан Сайкс           |

## Производство
15 июля 2010 года студия 20th Century Fox приобрела права на создание подросткового фильма, основанном на романе Лорен Оливер «Прежде чем я упаду». Мария Мадженти была нанята, чтобы написать сценарий к адаптации. Джонатан Шестак был выбран на должность продюсера, а Джинни Пеннекемп на должность сопродюсера. В 2011 году сценарий фильма был включен в чёрный список лучших сценариев.
Ри Руссо-Янг была выбрана в качестве режиссёра фильма. 15 сентября 2015 года было объявлено, что Зои Дойч сыграет главную роль Саманту Кингстон. 27 октября 2015 году к касту присоединились Хелстон Сейдж, Логан Миллер, Киан Лоули, Диего Бонета и Елена Кампурис. 3 ноября 2015 года Лив Хьюстон была выбрана на роль Анны Картуло. Адам Тейлор был нанят, чтобы написать музыку к фильму.

### Съёмки фильма
Основные съёмки начались 16 ноября 2015 года в городе Сквамиш, Канада. Съёмки также проходили в окрестностях Ванкувера и закончились 19 декабря 2015 года.

## Релиз
В мае 2016 года компания Open Road Films приобрела американские права на распространение фильма. Первоначальная дата выхода фильма была назначена на 7 апреля 2017 года, позже перенесённая на 3 марта того же года.

## Критика
Фильм получил смешанные, но в большей степени положительные отзывы кинокритиков. На сайте Rotten Tomatoes фильм имеет рейтинг 65 % на основе 104 рецензий со средним баллом 5,8 из 10. На сайте Metacritic фильм имеет оценку 58 из 100 на основе 31 рецензии критиков, что соответствует статусу «смешанные или средние отзывы». На сайте CinemaScore зрители оценили фильм на оценку B, по шкале от A+ до F.